# 1242 Zambesia

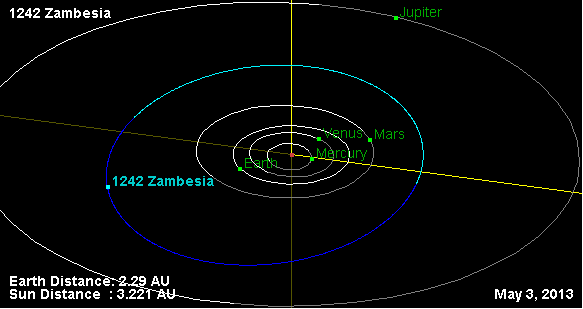

1242 Zambesia è un asteroide della fascia principale del diametro medio di circa 47,7 km. Scoperto nel 1932, presenta un'orbita caratterizzata da un semiasse maggiore pari a 2,7354025 UA e da un'eccentricità di 0,1909751, inclinata di 10,17679° rispetto all'eclittica.
Il suo nome fa riferimento al bacino del fiume Zambesi, un tempo territorio britannico.